# Gerbrand van den Eeckhout
Pour les articles homonymes, voir Eeckhout.
Gerbrand van den Eeckhout né le 19 août 1621 et mort le 29 septembre 1674 est un peintre et graveur de l'âge d'or de la peinture néerlandaise.

## Biographie
Eeckhout est l'élève et favori de Rembrandt jusqu'à même l'admettre à sa table. « De là cette imitation constante de Rembrandt, qui marque toutes les productions d'Eeckhout. »
Fils d'un riche orfèvre dont il fera le portrait. Eeckhout se spécialise en peinture biblique.
Aujourd'hui des experts attribuent plusieurs œuvres de Rembrandt à Van den Eeckhout.

## Œuvres

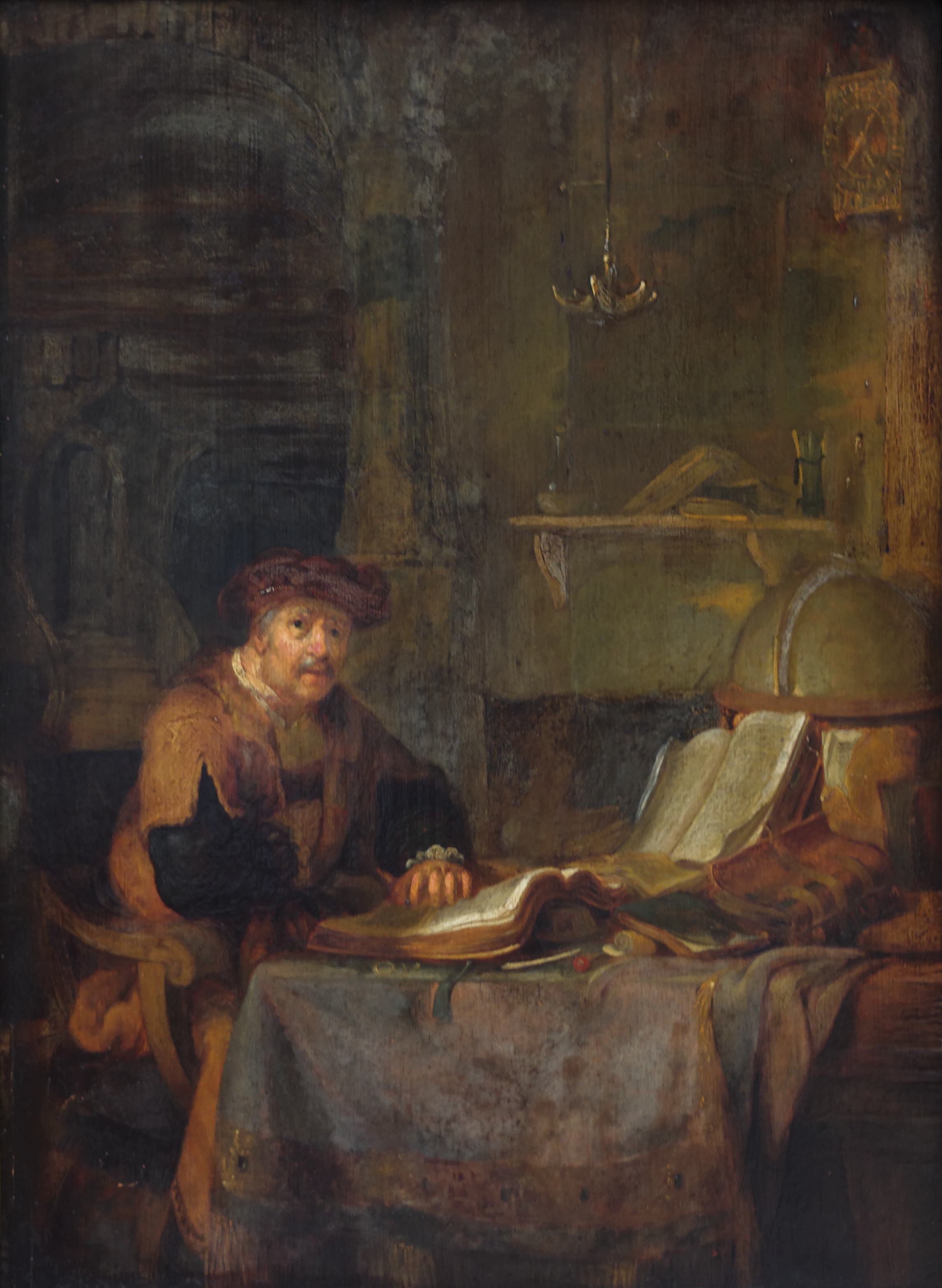
Etudiant dans sa chambre, 1641, huile sur bois, 64 × 49 cm, Musée des beaux-arts de Budapest
- Jan Pietersz. van den Eeckhout, 1644, huile sur toile, 76 × 58 cm, musée de Grenoble[5]
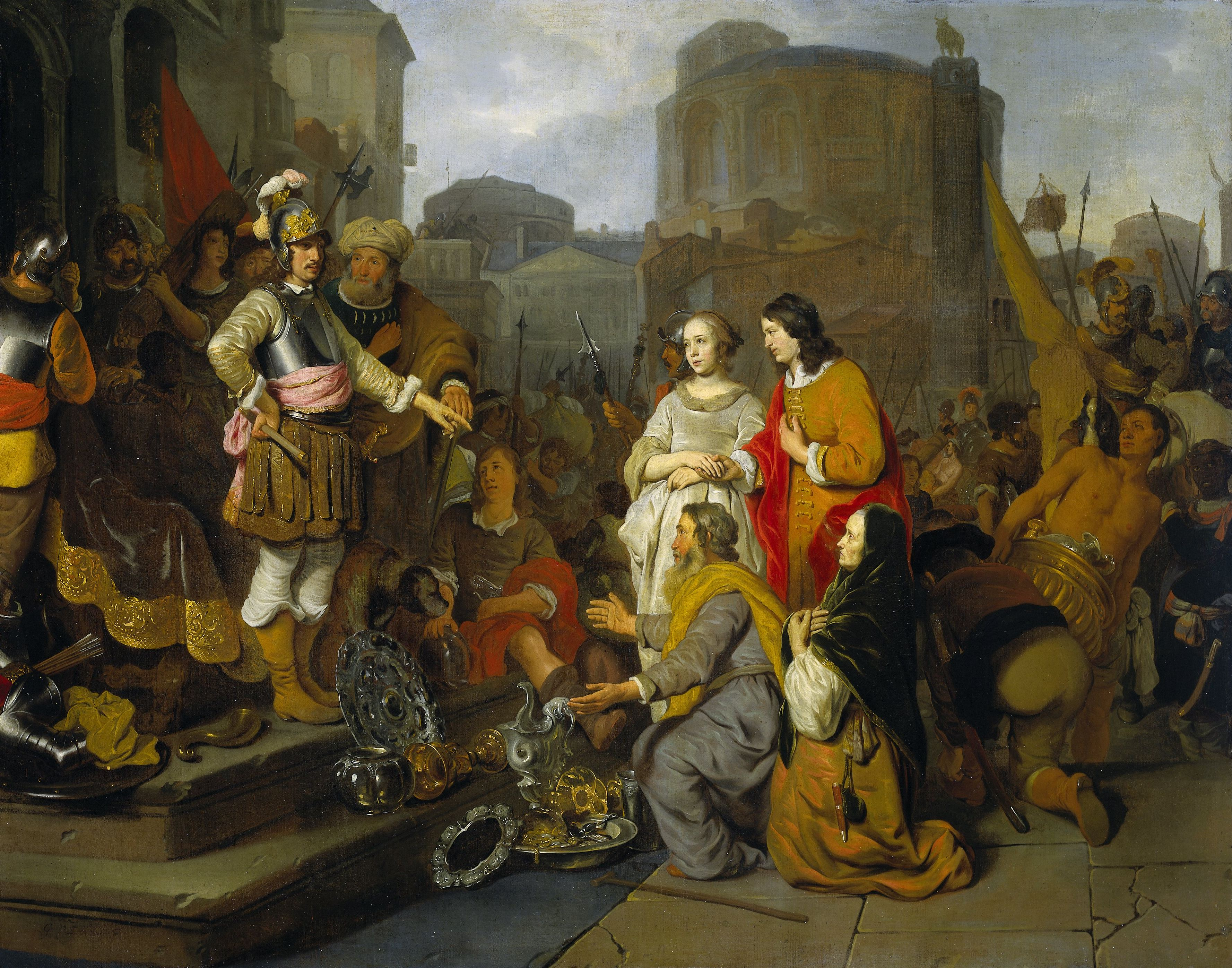
La Générosité de Scipio, 1650 - 1655, huile sur toile, 133 × 168 cm, Rijksmuseum, Amsterdam
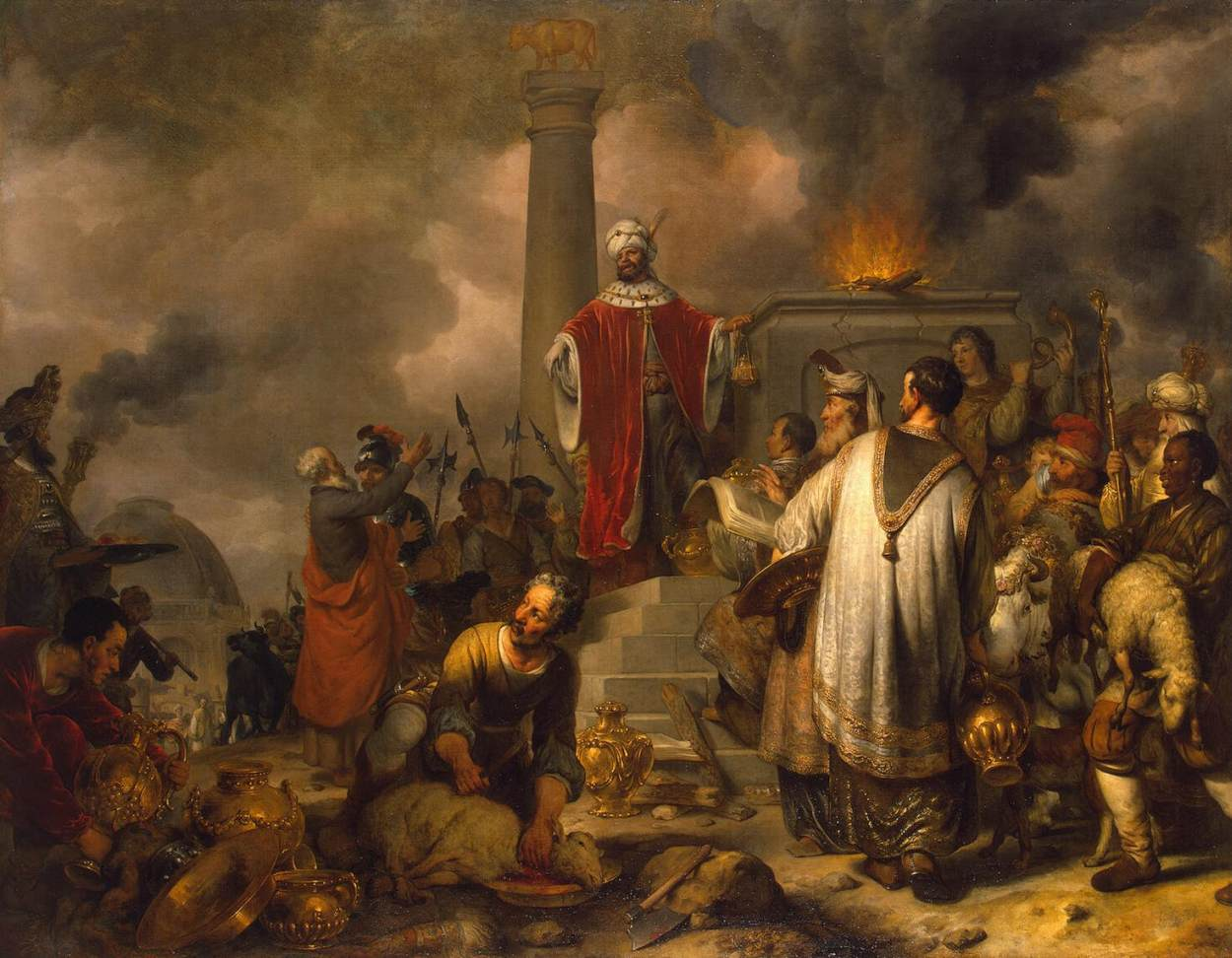
Le Sacrifice de Jéroboam à Béthel, 1656, huile sur toile, 202 × 158 cm, Musée de l'Ermitage, Saint-Petersbourg
Le Prophète Élisée et la femme de Shunem, 1664, huile sur toile, 101 × 157 cm, Musée des beaux-arts de Budapest[8]
- Agar renvoyée par Abraham
- La fuite en Égypte, (Musée la Haye)
- La Cène, 1664, Rijksmuseum Amsterdam
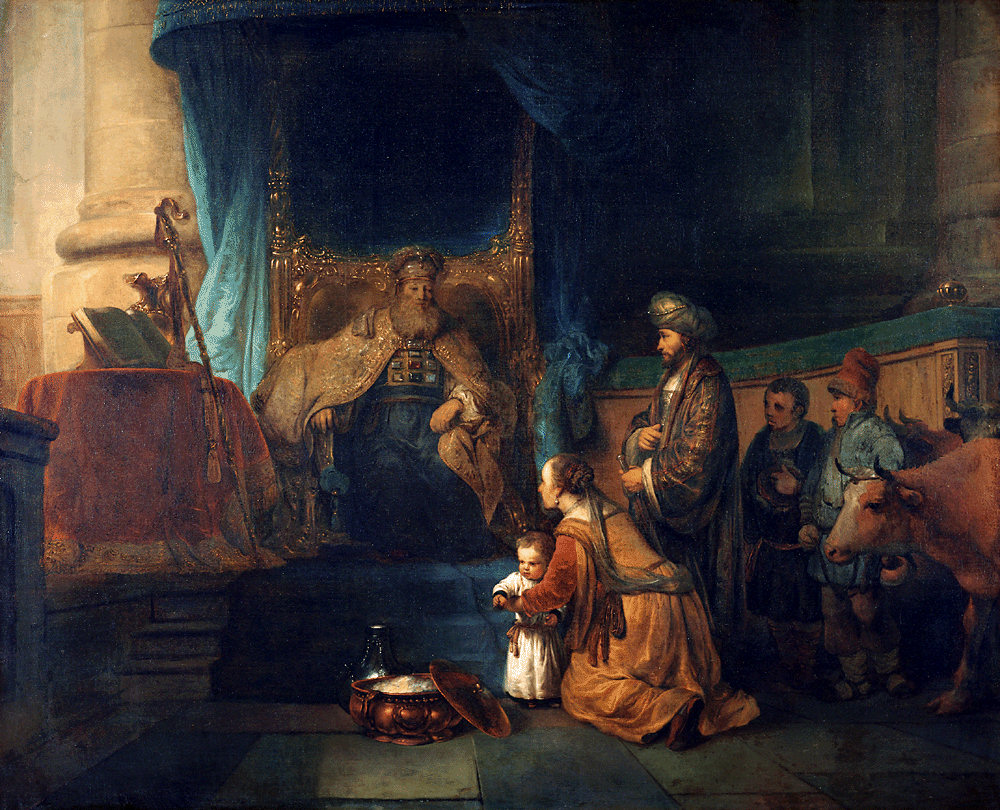
Anne Vouant son fils au Seigneur, dit Anne et son époux Elcana présentant au grand prêtre Eli leur fils Samuel, 1665, 117 × 143 cm, Musée du Louvre, Paris
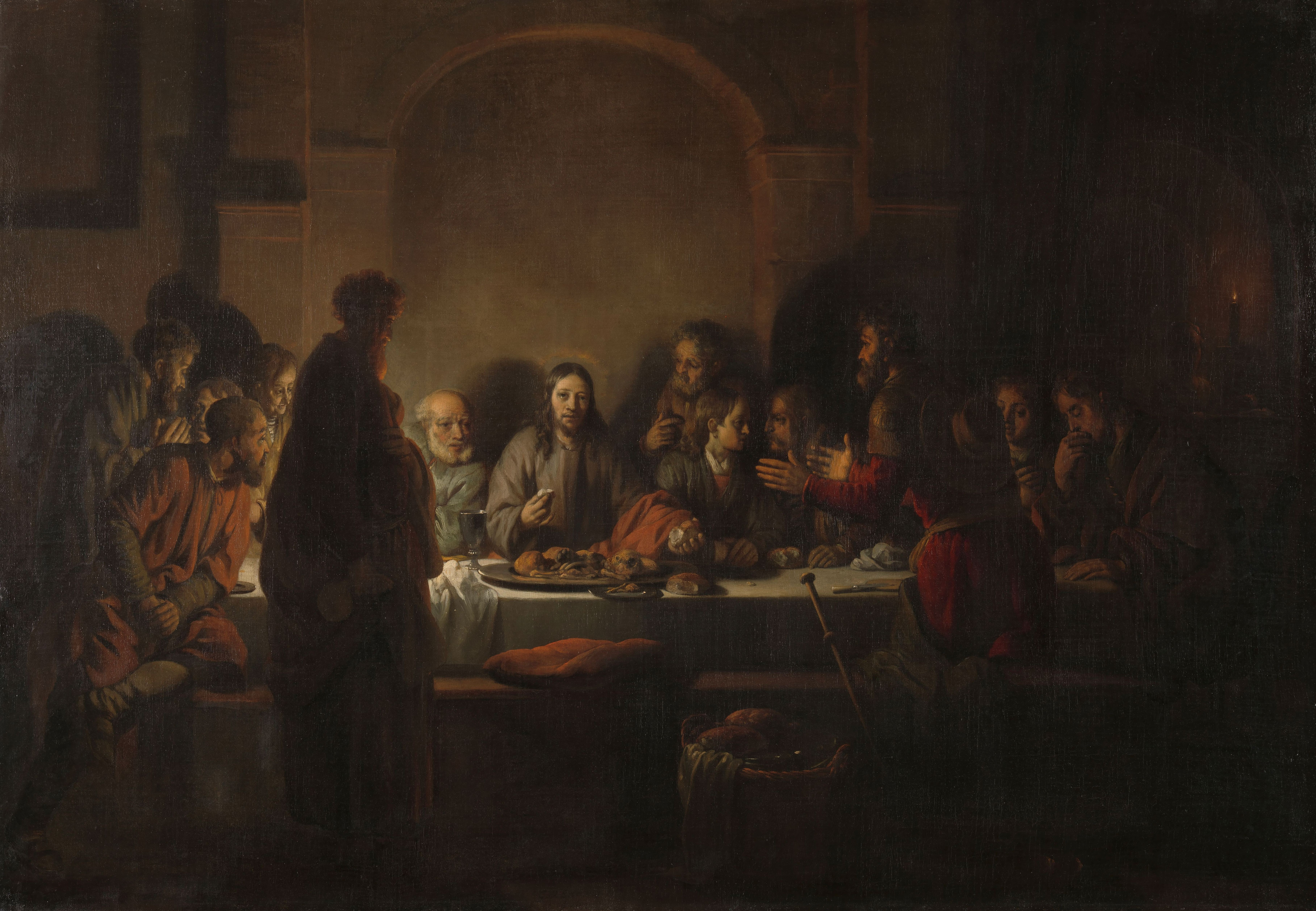
La Cène, 1664, Rijksmuseum Amsterdam

- Jésus Christ au milieu des docteurs, (Galerie Palatine, florence)
- L'enfant Jésus entre les bras de Siméon, (Galerie Hinlopen, Amsterdam)
- Le songe de Jacob, 1672 (Agnes Etherington Art Centre, Canada)
- La Continence De Scipion, 1669 (Palais des Beaux-Arts, Lille)
- Le Denier De César, 1673 (Palais des Beaux-Arts, Lille)
- Le Joueur de Flute (Musée des beaux-arts de Bordeaux)
- Seigneur Hollandais, (Musée municipal La Roche-sur-Yon)
- Portrait d'un jeune homme noir, huile sur bois, 30 x 25 cm, Musée du Nouveau Monde, La Rochelle[10]

### Dessins
- Homme assis vu de profil vers la gauche[11], attribué à Gerbrand van den Eeckhout, plume et encre brune, H. 148 ; L. 112 mm, Beaux-Arts de Paris. Au verso : Jeune femme et cavalier discutant. La facture de ce dessin est suffisamment proche du style de Van den Eeckout pour qu'il puisse être de sa main. Les deux personnages du verso rappellent les premières études de l'artiste, telle que La Crucifixion de Berlin (Staatliche Museen) ou le double portrait d'acteurs conservé à Dresde (Kupferstich-Kabinett). L'homme assis au recto présente une ressemblance avec le Rabbi dans son cabinet d'étude d'Edimbourg (National Galleries of Scotland) attribué à Van den Eeckhout[12].
- Projet pour un frontispice[13], pierre noire et lavis gris, le visage et les angelots repris à la pointe de pinceau et encre noire, H. 250 ; L. 195 mm, Beaux-Arts de Paris. Ce dessin de 1655 est préparatoire à une page de titre exécutée la même année par le graveur amstellodamois Pieter Hendriksz Schut pour la série Plusieurs élégants compartiments et tables, récemment inventés par Gerbrand van den Eeckhout, gravés à l'eau-forte par Pieter Hendricksz. Schut, en l'année 1655. Cet encadrement décoratif trahit l'apprentissage que Gerbrand van den Eeckhout a reçu de son père, l'orfèvre Jan Pietersz van den Eeckhout[14].

- Étudiant dans sa chambre, 1641
Budapest
- Générosité de Scipio, 1650-1655
Rijksmuseum
- Le Sacrifice de Jéroboam, 1656
Musée de l'Ermitage
- Le Prophète Elisée, 1664
Musée des beaux-arts de Budapest
- Anne et son époux Elcana, 1665
Musée du Louvre
- La Cène, 1664, Rijksmuseum Amsterdam